# Alejo Carpentier
Alejo Carpentier y Valmont (n. 26 decembrie 1904, Lausanne, cantonul Vaud, Elveția – d. 24 aprilie 1980, Paris, Île-de-France, Franța) a fost un muzicolog și scriitor cubanez.
A influențat literatura sud-americană și a fost unul dintre primii scriitori ce au scris în genul realismului magic.

## Traduceri[15]
- Harpa și umbra (El arpa y la sombra)
- Recursul la metodă (El recurso del metodo), traducere de Andrei Ionescu
- Concert baroc (Concierto Barroco)
- Ritualul primăverii
- Pașii pierduți (Los pasos perdidos)
- Împărăția lumii acesteia
- Secolul luminilor (El siglo de las luces)
- Ostaticul (El Acoso)
- Cronici (Cronicas)
- Povestiri (Cuentos)
- Întâlniri cu muzica